# Bibliothèque Vasconcelos
La bibliothèque Vasconcelos (Biblioteca Vasconcelos) est une importante bibliothèque publique de la ville de Mexico.
Elle tire son nom de José Vasconcelos (1882-1959), écrivain, penseur et politicien mexicain.
Elle est représentée sur un timbre émis le 16 mai 2006.

## Mission
La Bibliothèque Vasconcelos s’est donné la mission d’offrir des services de bibliothèque ainsi que de mettre en œuvre des projets de bibliothèque éducatifs, culturels, informatifs et récréatifs dans ses installations ainsi qu’à travers ses espaces virtuels afin de contribuer à diminuer les écarts entre sa population ainsi qu’à améliorer la qualité de vie de ses utilisateurs.

## Origine du nom

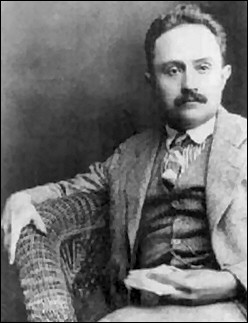
José Vasconcelos

Le nom donné à cette bibliothèque est significatif. Il honore José Vasconcelos qui a fait énormément pour le domaine des bibliothèques publiques du Mexique. En tant que premier ministre de l’éducation publique (1921-1924), il crée un programme national des bibliothèques publiques qui fonde près de 2 500 institutions de ce type à travers le pays. Malgré le fait que la majorité de ces bibliothèques aient aujourd’hui fermé leurs portes, on reconnait l’impact important des actes politiques de Vasconcelos.

## Localisation
La bibliothèque se situe au nord de la ville la ville de Mexico, dans la delegación de Cuauhtémoc (es) et à l’intérieur dans la colonia Buenavista (es).
Elle se trouve d’ailleurs à côté de l’ancienne gare de Buenavista, à proximité du marché El Chopo, et est desservie par la station terminus Buenavista de la ligne B du métro de Mexico.
La bibliothèque se trouve dans un quartier plus pauvre de la ville de Mexico. Caractérisé de « désert culturel », il est étonnant de voir une bibliothèque de cette envergure être bâtie dans cette partie de Mexico plutôt qu’au sud de la ville où se regroupe généralement les institutions culturelles. De ce fait, on voit l’intention de réellement offrir un service visant l’élévation de la société comme le dicte leur mission en offrant une porte d’accès au savoir et à la culture dans un lieu où on en retrouve peu.

## Architecture

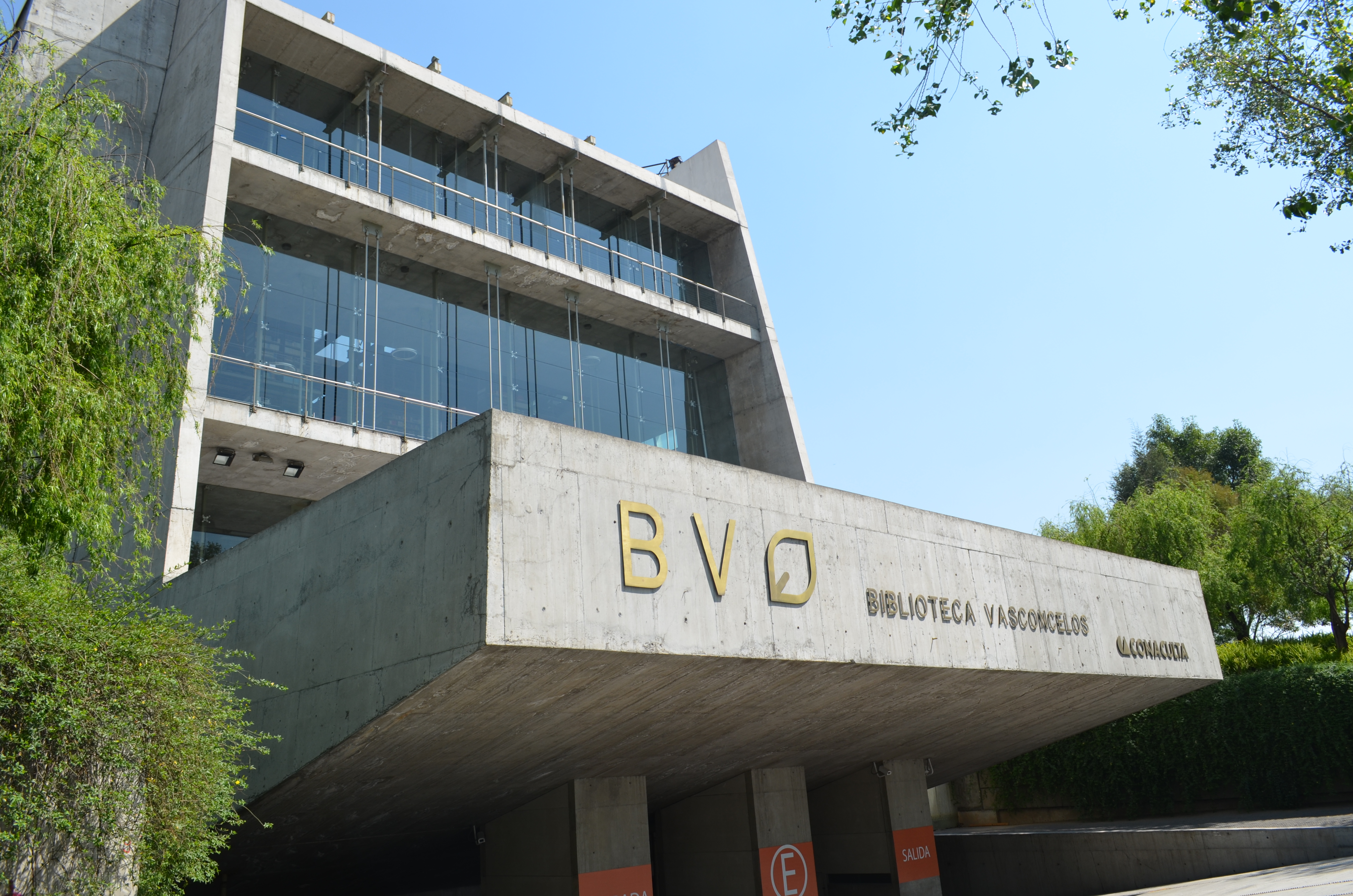
Façade de la bibliothèque

Sur un terrain de 44 186 m2, la bibliothèque occupe une surface au sol de 11 692 m2 pour une superficie totale de 37 692 m2. Un jardin botanique de 26 000 m2 entoure le bâtiment. Le bâtiment compte 4 000 places de lecture assises et 700 postes informatiques connectés à Internet.
Elle dispose de 575 000 livres en 2014 pour une capacité de stockage totale de 1,5 million de volumes.

### Intérieur
Mátrix Móvil, l’œuvre de l’artiste contemporain Gabriel Orozco, occupe l’espace central de la bibliothèque et en est devenu le symbole. C’est un squelette peint de baleine grise mesurant 11,69 mètres de long et pesant 696 kilogrammes.
Plus qu’un lieu de passage offrant un accès à un impressionnante collection, la bibliothèque Vasconcelos se veut un lieu de vie ainsi qu’un lieu où la culture est mise de l’avant. On y organise bon nombre d’évènements, des conférences, des expositions d’œuvres et des jeux pour les petits. L’institution possède également un auditorium qui est conçu et équipé pour présenter diverses activités artistiques, culturelles et éducatives comme des concerts, des pièces de théâtre, des spectacles de danses et des présentations de livres. Cet auditorium peut contenir 498 personnes. La bibliothèque contient, en plus d’un auditorium et des espaces de travail attendus, une cafétéria, une librairie et un jardin botanique. Cette considération pour la création d’espaces communs, pour l’inclusion de la communauté plus large que celle intéressée par les collections font de cette bibliothèque un espace tiers lieu qui met de l’avant les nouvelles préoccupations concernant ces institutions.